# Двугибридный анализ
Двугибридный анализ — молекулярно-биологический метод, позволяющий с высокой точностью детектировать белок-белковые и ДНК-белковые взаимодействия в условиях in vivo.
В его основе лежит использование факторов транскрипции, состоящих из физически и функционально разделимых доменов: ДНК-связывающего (binding domain, BD) и активаторного домена (activation domain, AD). Физическое взаимодействие двух рекомбинантных белков инициирует слияние «сшитых» с ними транскрипционных доменов, активируя экспрессию репортерных генов.

## История
Впервые метод двугибридного анализа был описан и применён С. Филдсом и О. Сонгом в 1989 году при изучении фактора транскрипции GAL4 у дрожжей Saccharomyces cerevisiae. Однако с того момента принцип обнаружения белок-белковых взаимодействий с использованием активатора транскрипции GAL4 был адаптирован для создания других альтернативных методов, включая некоторые, способные к обнаружению ДНК-белковых и ДНК-ДНК взаимодействий, а также мульти-белковых комплексов.
Кроме того, помимо дрожжей также используются Escherichia coli и клетки млекопитающих.

## Принцип метода
Метод двугибридного анализа основан на особенностях строения промоторов генов GAL, кодирующих белок галактозидазу. Промоторы этих генов состоят из ТАТА-бокса, активаторной последовательности UAS и инициаторного мотива Inr. Появление в клетке галактозы приводит к конформационным изменениям в регуляторных белках, что позволяет белку Gal4p начать действовать в качестве активатора на различных промоторах GAL.
Активатор транскрипции GAL4p — эндогенно экспрессируемый белок длиной в 881 а.о., содержащий 2 домена: ДНК-связывающий (1-147 а.о.) и активаторный (771—881 а.о.). В природных факторах транскрипции эти домены являются частями одной белковой глобулы, однако они также могут быть синтезированы по отдельности, при этом сохраняя свои исходные функции.
В качестве примера опишем устройство классического метода двугибридной системы, используемого для детекции взаимодействий между белками. Для проверки наличия взаимодействия между белком А и белком Б создают рекомбинантные молекулы, одна из которых представляет собой белок А, слитый с ДНК-связывающим доменом (А-СД), а другая — белок Б, слитый с активаторным доменом (Б-АД). В составе химерных белков домены сохраняют свои функции. По отдельности каждая рекомбинантная молекула не способна вызвать активацию транскрипцию, однако находясь в непосредственной близости, возможно обусловленной взаимодействием между белками А и Б, воссоздаётся исходная функция белка GAL4p, и происходит активация репортёрного гена.
При дрожжевом двугибрином скрининге часто используются генетически модифицированные штаммы дрожжей, в которых биосинтез некоторых питательных веществ (как правило, аминокислот или нуклеиновых кислот) отсутствует. Такие штаммы называются ауксотрофными. При выращивании на средах, где отсутствуют данные питательные вещества, дрожжи погибают. Далее два ауксотрофных штамма трансфецируются плазмидами, в которых галактозидазный промотором регулируется транскрипция гена, кодирующего отсутствующий элемент метаболического пути. Одна плазмида также будет содержать ген белка А, слитого с СД. При этом белок А, как правило, известный. Вторая плазмида будет содержать ген белка Б, слитого с АД. Белок Б при этом может быть либо белком с неизвестной функцией, возможность связывания которого с белком А требуется проверить, либо вместо одной плазмиды с геном фьюжн-белка Б-АД может быть целая библиотека различных плазмид, содержащих гены различных белков, слитых с АД. Таким образом осуществляется скриннинг библиотеки белков на возможность взаимодействия с белком А. Методы с использованием библиотеки предполагают попадание всего одной пары плазмид в исследуемую клетку, тем самым каждая клетка вырабатывает не более одного белка из библиотеки. Далее два ауксотрофных штамма скрещиваются. В полученном гибриде при успешном взаимодействии А и Б, АД и СД домены становятся опосредованно связаны, и АД оказывается в непосредственной близости от сайта начала транскрипции репортёрного гена. Полученный штамм не будет ауксотрофным. При отсутствии взаимодействия нет и транскрипции, гибрид ауксотрофен. Следовательно, успешное взаимодействие связано с изменением клеточного фенотипа.
Двугибридный анализ не требует специального дорогостоящего оборудования и позволяет проводить анализ целых библиотек. Тем не менее, существенным недостатком данного метода является большое количество ложно-положительных результатов.

## Вариации двугибридной системы

### Тригибридная система
Данный метод основан на тех же принципах, что и двугибридная система, с той разницей, что белки А и Б не взаимодействуют друг с другом непосредственно. Между ними есть третий элемент — вещество Х. Этим веществом может служить молекула ДНК или РНК, малый органический лиганд, ингибитор, ковалентно связывающийся с активным центром фермента. Метод позволяет выявить НК-белковые взаимодействия, ферментативную активность по отношению к данному субстрату, взаимодействие белка с малыми молекулами.

### Обратная двугибридная система
Основное отличие от «прямой» двугибридной системы здесь состоит в том, что ген, экспрессия которого регулируется данной системой, является летальным. Таким образом, в случае, если взаимодействие между белками А и Б есть, гибридный организм погибнет. Данный метод используется для определения аминокислотных остатков, необходимых для осуществления взаимодействия между глобулами А и Б.

### Одногибридная система
В данной модификации классического метода присутствует только одна рекомбинантная молекула — АД-А-Б-СД. При этом известная последовательность ДНК вставляется перед репортёрным геном, варьируется BD. Так можно определить, какие белки связываются с данной последовательностью ДНК.

## Клеточные линии, пригодные для двугибридного анализа
Допускается, что любая живая клетка может быть использована для реализации двугибридой системы, однако имеются практические соображения о дешевизне и устойчивости выбранной клеточной линии.

### Дрожжи
Исторически первым для двугибридной системы организмом являются дрожжи. Дрожжи стабильный, простой и хорошо изученный модельный организм. Дрожжевые клетки поддерживают нейтральные значения pH внутри клетки, несмотря на кислые pH во внешней среде. Также дрожжи слабочувствительны к внеклеточным токсинам, ими можно манипулировать, не используя молекулярных методов Важно отметить необходимость сигналов ядерной локализации, так как весь генетический аппарат дрожжей локализован в ядре. При их отсутствии потенциально взаимодействующая пара белков не будет транслирована и не провзаимодействует.

### Escherichia coli
Бактериальные системы могут быть использованы аналогично дрожжевым. Они имеют заведомо больший потенциал и являются более предпочтительными для использования двугибридной системы. Бактериальные системы позволяют использовать и анализировать библиотеки размером больше 108, имеют более быстрый темп роста и больший потенциал для проницаемости небольших молекул. Так же отсутствует необходимость в сигналах ядерной локализации, и появляется возможность изучать белки, токсичные для дрожжей. Ввиду более быстрых селективных методов обеспечивается низкий уровень ложных результатов (3·10−8).

## Практическое применение

### Определение функции белка
При исследовании взаимодействия белков возможно выявление новых функций. С помощью одного известного белка А0, библиотеки неизвестных белков Вn, и последующего сравнения с предварительно известной парой взаимодействующих белков A0B0 можно получить информацию о схожести Bn и B0. Похожие данные можно получить путём исследования взаимодействий известной библиотеки белков с одним белком с неизвестной функцией.

### Выявление определяющих взаимодействие аминокислотных остатков
Двугибридная система применяется в случае, когда для пары известных и взаимодействующих белков необходимо определить аминокислотные остатки, формирующие область их взаимодействия. Для этого в используемых плазмидах осуществляются мутации соответствующих специфическим аминокислотам пар оснований ДНК. Таким образом, формируется библиотека с точечными изменениями аминокислотных остатков, на основе которой с помощью двугибридной системы можно определить важность той или иной аминокислоты в формировании взаимодействия с белком-партнёром.

### Применение в медицине
Современные методы позволяют сконструировать выбранную для исследования клетку таким образом, чтобы она отображала тот или иной молекулярный аспект, выбранный для изучения. В таких клетках становятся возможны опосредованные двугибридной системой испытания специфичности и точности доставки лекарственных препаратов, позволяющие оперативно решать проблемы возникающих побочных эффектов.
Аналогичный подход используется для токсинов и ядов.

### Поиск белков цинкового пальца
Для поиска белков цинкового пальца (zinc finger proteins или ZFPs) успешно применяются методы, созданные на основе двугибридного анализа. Являясь ДНК-связывающим белком, ZFP используется для создания нестандартных ДНК-связывающих доменов, которые координируются с заранее определённым участком ДНК-последовательности.
В основе метода лежит создание библиотеки ZFP за счёт случайного изменения определённых аминокислотных остатков. Далее из них отбираются те, что способны взаимодействовать с сайтом-мишенью, включённым в UAS, соответствуя требуемым характеристикам. Однако каждый ZFP распознаёт только небольшой участок ДНК, около 3-4 оснований, поэтому, для повышения точности связывания и предотвращения распознавания сайтов за пределами UAS, используется комплекс, состоящий из двух ZFP с постоянной последовательностью. ZFP из подобного комплекса связываются по краям необходимой области и предотвращают связывание вне UAS.
Ряд других ДНК-связывающих доменов также может быть исследован с использованием этой системы.